# Zakaria Tamer
Zakaria Tamer (àrab: زكريا تامر, Zakariyyā Tāmir) (1931, Damasc, Síria) és un escriptor sirià, un dels escriptors de narracions breus més important i més llegit al món àrab, i també una de les figures més destacades en literatura àrab infantil.

## Biografia
D'origen humil i de formació autodidacta, va tenir diferents oficis. Va estar empresonat i va ser torturat (1949-1954) per les seves idees polítiques. Amb l'arribada al poder del Partit Socialista Baath, va ser funcionari del Ministeri d'Informació i redactor de la revista Al-Ma'rifa fins que el 1980 s'exilià a Londres.
El contingut dels seus contes sovint té les arrels en llegendes populars, que ofereixen per una banda una relativa simplicitat, i per l'altra una gran complexitat en les seves possibles referències i metàfores. Tamer utilitza un estil surrealista com a protesta a l'explotació i a l'opressió política i social del seu país i del món àrab, els quals esdevenen sempre el rerefons on succeeixen les trames de les seves històries. Amb la publicació de la seva primera obra, The neighing of the white steed (1960), va recuperar les tècniques narratives orals i va iniciar una sòlida carrera marcada amb obres com Spring in the ashes (1963), The thunder (1970) i Damascus fire (1978). Ha publicat onze col·leccions de narracions breus, dues col·leccions d'articles satírics i nombrosos llibres il·lustrats per a nens.
L'any 2001 va ser guardonat amb el premi de novel·la Owais.
Les seves obres han estat traduïdes a diverses llengües.

## Obres

### Narracions curtes
- صهيل الجواد الابيض, Ṣahīl al-Jawād al-Abyaḍ, El renill del Cavall Blanc (1960)
- ربيع في الرماد, Rabīʿ fī r-ramād, Primavera a les cendres (1963)
- الرعد, Ar-raʿd, El tro (1970)
- دمشق الحرائق, Dimaxq al-Ḥarāʼiq, Foc de Damasc (1973)
- النمور في اليوم العاشر, An-numūr fī l-yawm al-ʿāshir, Tigres del desè dia (1978)
- نداء نوح, Nidāʼ Nūḥ, Citacions de Noé (1994)
- سنضحك, Sanaḍḥak, Riurem (1998)
- أف!, Af!, SI! (1998)
- الحصرم, Al-Ḥiṣrim, Enveja (2000)
- تكسير ركب, Taksīr rukab, Genolls trencats, (2002)
- القنفذ, Al-qunfuḏ, L'eriçó (2005)

### Articles satírics
- a, Amjad, ya arab, amjad, Glòries, àrabs, glòries (1986)
- Sàtira de la víctima del seu assassí (2003)

### Altres col·leccions
- لماذا سكت النهر, Limāḏā sakata an-nahr, Perquè el riu cau en silenci (1973)
- قالت الوردة للسنونو, Qālit al-warda li-s-sununu, La flor parlava a l'ocell (1978)